# Мало ледено доба
Мало ледено доба је период захлађења, који се догодио после топлог периода познатог као средњовековни топли период. Климатолози и историчари се у малој мери слажу о почетку и крају тог периода. Неки сматрају да је мало ледено доба започело у 16. веку и трајало до средине 19. века. Постоји сагласност да су постојала три минимума 1650, 1770. и 1850. године, раздвојена топлијим периодима. У почетку се веровало да је мало ледено доба глобални феномен, али сада није баш најјасније да ли је било тако Мада то није било право ледено доба, тај термин је у научну литературу увео Франсоа Е. Матес 1939. године. Неки стручњаци преферирају алтернативни временски распон, од око 1300. до око 1850.
НАСА Земаљска опсерваторија бележи три посебно хладна интервала: један који почиње око 1650. године, други око 1770. и последњи 1850. године, а сви су раздвојени интервалима благог загревања. Трећи извјештај о процени Међувладиног одбора за климатске промене размотрио је време и подручја на која је утицало мало ледено доба сугеришући углавном независне регионалне климатске промене, а не глобално синхронизовано повећање глацијације. У већини случајева дошло је до умереног хлађења северне хемисфере током тог периода.

## Временски догађаји малог леденог доба
Не постоји година која се сматра прецизним почетком малог леденог доба, али постоји низ догађаја, који су претходили том периоду. У 13. веку је лед на северном Атлантику почео да путује све даље на југ, као и глечери на Гренланду. Три године јаких киша које су почеле 1315. представљале су увод у раздобље непредвидљивог времена у Северној Европи, које је трајало до 19. века. ширење леда је примећено и на глобалном нивоу, али од 16. века није било нових напредовања глечера.
Неколико различитих датума се користи да означи почетак малог леденог доба
- 1250. када је почело ширење леда на Атлантику
- 1300. када топла лета више нису уобичајена у северној Европи
- 1315. када су почеле кише и велика глад 1315–1317
- 1550. када је почело велико ширење леда
- 1650. када је био први климатски минимум

За разлику од нејасног почетка сви се слажу да је мало ледено доба завршило средином 19. века.

## Северна хемисфера
Мало ледено доба је донело изразито хладне зиме у многим деловима света, али догађајуи су најбоље документовани у Европи и Северној Америци. Средином 17. века глечери у Швајцарској су напредовали и гутали фарме и цела села. Река Темза и канали и реке Холандије често су се замрзавали током зиме, да су се људи клизали и одржавали сајмове на леду. Прво замрзавање Темзе је било 1607, а последње 1814, иако постоји могућност да су мостови успоравали ток реке и доприносили смрзавању.
Јужни део Босфора, Златни рог био је замрзнут 1622. Зима 1794-95 била је посебно оштра, тако да је француска војска прелазила преко замрзнутих река у Холандији. Лука Њујорка се замрзнула 1780, па су људи могли да прелазе од Менхетна до Стетен ајленда. Исланд је био окован ледом километрима у свим смеровима, тако да су луке биле затворене. Становништво Исланда је преполовљено, али то је повезано и са ерупцијом вулкана Лаки 1783.
Викиншке колоније на Гренланду су ишчезле током 15. века јер становништво више није могло да се бави пољопривредом. Амерички Индијанци су створили савезе као одговор на недостатак хране.
Много година снег је био знатно већи него у годинама пре и годинама после и током много више месеци копно је било прекривено снегом. Многа пролећа и лета била су хладнија и влажнија од нормалних, иако је постојала променљивост. Сељаци су променили термине сетве и жетве да би се прилагодили скраћеним и непоузданијим временима повољним за усеве. Виногради су нестали у многим северним подручјима.
У Етиопији и Мауританији било је сталног снега, тамо где га нема данас. Град Тимбукту, који је био на значајној раскрсници каравана плављен је најмање 13 пута. Пре или после тога нема доказа о поплавама. У Кини у провинцији Ђангси престали су да гаје наранџе, које су ту расле вековима. Европски колонисти су јаваљали о изузетно оштрим зимама у Америци. Тако је Горње језеро било 1607-1608 залеђено до јуна.
Чувени израђивач виолина Антонио Страдивари правио је вилоине током малог леденог доба. Претпоставља се да је хладнија клима узроковала да дрво буде гушће, што је доприносило бољем звуку.
Професор антропологије Брајан Фаган са универзитета у Санта Барбари у књизи „Мало ледено доба“ говори о невољама европских сељака у том периоду. Наглашава бројне периоде глади, побуне због несташице хлеба и успон деспотских вођа. У 17. веку је таква глад завладала на Алпима да су сељаци јели жиреве. Финска је изгубила трећину становништва због глади и болести.

### Приказ зиме на платнима европских сликара
Бурофс је анализирао сцене зиме на платнима разних сликара. Приметио је да је зима чест мотив од 1565. до 1665. Нагађао је да је необично јака зима 1565. инспирисала многе сликаре да стварају ремек дела. Изгледа да су чувена платна са зимским пејзажима Питера Бројгела Старијег управо из тог периода. Након зиме из 1608. појављују се Аверкампове слике, па затим слике других холандских сликара. Нагло се од 1627. до 1640. смањују мотиви зима на холандским сликама, што се подударало са топлијим периодом. Поново са доласком оштријих зима од 1640. до 1660. појављују се зимски мотиви.

## Јужна хемисфера
Седименти са дна океана близу Антарктика показују климатске догађаје, који одговарају малом леденом добу и средњовековном топлом периоду. Мало ледено доба се показује и анализом ледника на Андима у Перуу.
Седименти леда близу Антарктика показују ниже нивое угљен-диоксида током 1550. до 1800, вероватно због хладније глобалне климе.

## Узроци
Научници су идентификовали два узрока малог леденог доба:
- смањена активност Сунца
- повећана вулканска активност

Постоје и антропогенетска истраживања Рудемана, који је претпостављао да је Црна смрт у 14. веку дала велики допринос хладнијој клими. Смањио се број становника, па су се шуме поново рашириле у Европи узимајући више угљеник диоксида из атмосфере.

### Сунчева активност
Од 1645. до 1715. број сунчевих пега је био изузетно мали, тако да је било година и без сунчевих пега. Тај период умањене активности Сунца назива се Мондеров минимум. Није установљена прецизна веза између сунчевих пега и хлађења, али постоји јака коинциденција, која сугерише да веза постоји. Шпереров минимум је такође представљао период малог броја сунчевих пега и тада је такође постојало значајно захлађење. Други индикатори сунчеве активности током тога периода били су нивои угљеника-14 и берилијума-10.

### Вулканска активност
Током малог леденог доба била је појачана вулканска активност. Приликом ерупције вулкана пепео може да оде високо у атмосферу и може да се рашири по читавој атмосфери. Пепео може да блокира долазак сунчеве светлости, што доводи до глобалног захлађења, које може да траје најмање две године након ерупције. Ерупција вулкана Тамборе у Индонезији 1815. покрила је атмосферу са пепелом. Година после тога била је позната као година без лета, а тада је мраз и снег забележен и током јуна и јула у северној Европи и Новој Енглеској.

## Крај малог леденог доба
Око 1850. дошло је до глобалног загревања и завршава се мало ледено доба. Неки критичари теорија глобалног загријавања верују да се клима само опоравља од последица малог леденог доба и да људска активност није одлучујући фактор у садашњим темпаратурним трендовима.
Већина научника верује да је загријавање у последњих 50 година углавном изазвано повећањем угљеник диоксида у атмосфери, а да је човек главни узрочник тога повећања.